# Francisco de Castro y Villanueva
Francisco de Castro y Villanueva (nacido en 1797) fue un político español.

## Reseña biográfica
Conde de La Rosa.
Senador Vitalicio (1845).
Vicepresidente del Consejo Provincial de Zaragoza.
Gobernador civil de la provincia de Zaragoza.
Gobernador en comisión de la provincia de Navarra (1856)
Del 25 de junio de 1851 al 07 de julio de 1851 y del 15 de octubre de 1856 al 20 de diciembre de 1856 fue Presidente de la Diputación Provincial de Zaragoza.
| Predecesor: José María de Gispert | Presidente de la Diputación Provincial de Zaragoza 25 de junio de 1851 - 07 de julio de 1851       | Sucesor: Martín de Foronda y Viedma |
| Predecesor: Teodoro José Remírez  | Presidente de la Diputación Provincial de Zaragoza 15 de octubre de 1856 - 20 de diciembre de 1856 | Sucesor: José Osorio                |